# Publius Didius Nepos
Publius Didius Nepos war ein im 2. Jahrhundert n. Chr. lebender Angehöriger des römischen Ritterstandes (Eques).
Durch eine Inschrift, die bei Cluj-Napoca gefunden wurde und die auf 107/200 datiert wird, ist belegt, dass Nepos Präfekt der Cohors IIII Hispanorum war. Er stammte aus Rom (domo Roma).